# Jana Bačíková
Jana Bačíková (ur. 7 sierpnia 1969 r.) — czeska polityk i ekonomista należąca do Obywatelskiej Partii Demokratycznej. Od 2010 roku pełniła funkcję burmistrza gminy Vacenovice,  od 2021 roku jest posłem do Izby Poselskiej.